# The Drifters
The Drifters, musikgrupp som bildades år 1953 i New York av R&B-sångaren Clyde McPhatter. Själv lämnade McPhatter gruppen 1955 för en solokarriär, och en rad sångare kom sedan att ersätta honom. De mest betydelsefulla var Ben E King åren 1959–60, Rudy Lewis 1961–63 och Johnny Moore 1964–66.
The Drifters spelade en doo wop-influerad R&B-musik. Efter att McPhatter lämnat gruppen blev dess musik mjukare, ofta med stråkarrangemang och mer anpassad för hitlistorna. Genombrottet kom 1959 med There Goes My Baby. Därefter följde en lång rad hits, varav kan nämnas Save the Last Dance for Me (1960), I Count the Tears (1961), On Broadway, Up on the Roof (båda 1963) och Under the Boardwalk (1964). Under andra hälften av 1960-talet tappade gruppen mark och 1972 lämnade de skivbolaget Atlantic som de varit knutna till sedan 1950-talet. The Drifters nådde ny framgång i Europa och särskilt Storbritannien under mitten av 1970-talet där de hade hitlåtar med bland annat Kissing in the Back Row of the Movies (1974) och There Goes My First Love (1975).
The Drifters valdes in i Rock and Roll Hall of Fame 1988.

## Diskografi
Album
- "Clyde McPhatter & The Drifters" (1956)
- "Rockin' & Driftin'" (1958)
- "Save The Last Dance For Me" (1962)
- "Under The Boardwalk" (1964)
- "The Good Life With The Drifters" (1965)
- "I'll Take You Where The Music's Playing" (1966)
- "The Drifters Now" (1973)
- "Love Games" (1975)
- "There Goes My First Love" (1975)
- "Every Nite's a Saturday Night" (1976)
- "La Vie et L'amour" (2013)

Singlar (topp 10 på US R&B)
- Money Honey (1953) (US R&B #1)
- Honey Love (1954) (#1)
- White Christmas (1954) (#5)
- Such A Night (1954) (#2)
- Whatcha Gonna Do (1955) (#2)
- Adorable (1955) (#1)
- Steamboat (1956) (#5)
- Ruby Baby (1956) (#10)
- Fools Fall in Love (1957) (#10)
- There Goes My Baby (1959) (#1)
- (If You Cry) True Love, True Love (1959) (#5)
- Dance with Me (1959) (#2)
- This Magic Moment (1960) (#4)
- Lonely Winds (1960) (#9)
- Save the Last Dance for Me (1960) (#1)
- Some Kind of Wonderful (1961) (#6)
- Sweets for My Sweet (1961) (#10)
- Up on the Roof (1962) (#4)
- On Broadway (1963) (#7)
- Under the Boardwalk (1964) (US Pop #4)
- At the Club (1965) (#10)

## Medlemmar
Nuvarande medlemmar
- Michael Williams (2008-)
- Ryan King (2010-)
- Carlton Powell (2011-)
- Pierre Herelle (2012-)

Tidigare medlemmar
- Clyde McPhatter (1953-1954)
- David Baughan (1953, 1954-1955)
- William Anderson (1953)
- David Baldwin (1953)
- James Johnson (1953)
- Bill Pinkney (1953-1956)
- Gerhart Thrasher (1953-1958)
- Andrew Thrasher (1953-1956)
- Willie Ferbee (1953)
- Jimmy Oliver (1954-1957)
- Johnny Moore (1954-1957, 1964-1978, 1980, 1983, 1987-1998)
- Tommy Evans (1956-1962)
- Charlie Hughes (1956)
- Bobby Hendricks (1957)
- Jimmy Millinder (1957)
- Ben E. King (1958-1960, 1981-1985)
- Charlie Thomas (1958-1967)
- Dock Green (1958-1962)
- Elsbeary "Beary" Hobbs (1958-1960)
- James Clark (1958-1959)
- Johnny Lee Williams (1959-1960)
- Reggie Kimber (1959-1960)
- James Poindexter (1960)
- Rudy Lewis (1960-1964)
- Eugene "Gene" Pearson (1962-1966)
- Johnny Terry (1963-1966)
- Jimmy Lewis (1963-65)
- Ray Lewis (1978-1983, 1986-1988)
- Terry King (1978-????)
- Rudy Ivan (????-1982)
- Louis Price (1980-1983, 1986)
- Peter Lamarr (1990, 1991, 1998-2001, 2004-????)
- Roy Hemmings (1990-2003)
- Rohan Delano Turney (1991-????)
- Patrick Alan (1990, 1998-????)
- Vernon K. Taylor (1995-)
- Victor Bynoe (2002-????)
- Steve V. King (2008-2010)
- Maurice Cannon (2008-2011)
- Damion Charles (2008-2012)